# 은애하는 도적님아
《은애하는 도적님아》은 2026년 1월 3일부터 방영될 예정인 KBS 2TV 토일 드라마다.

## 기획 의도
어쩌다 도적이 된 여인과 그녀를 쫓던 조선의 대군의 영혼이 바뀌면서 서로를 구원하고 지켜내는 로맨틱 코미디 사극

## 제작진

### 극본
- 이선

### 연출
- 함영걸

## 등장 인물

### 주요 인물
- 문상민 : 이열 역 - 출중한 외모, 훤칠한 자태, 타고난 품위를 모두 보유하고 있는 도월대군이자, 탐정 수사를 좋아하는 이열은 명석한 두뇌로 홍길동의 정체를 찾다가 우연히 만난 홍은조에게 첫눈에 반해 직진남으로 변신하는 인물

- 남지현 : 홍은조 역 - 양반인 아버지와 노비인 어머니 사이에서 태어난 얼녀이자, '홍길동'이라고도 불리는 홍은조는 백성들을 위해 탐관오리의 곳간을 훔치는 의적으로 자신이 여인이라는 존재를 숨긴 채 요란한 풍문 속에서 살아가고 있는 캐릭터

- 하석진

### 그 외 인물
- 김석훈 : 홍은조의 아버지역

## 시청률
최저 시청률과 최고 시청률은 시청률 조사회사와 지역별로 시청률에 차이가 있을 수 있습니다.
| 2026년 | 2026년 | 2026년         | 2026년       | 2026년 |
| 회차   | 방송일 | AGB 시청률     | AGB 시청률   |        |
| 회차   | 방송일 | 대한민국(전국) | 서울(수도권) |        |
| ------ | ------ | -------------- | ------------ | ------ |
| 제1회  |        | %              | %            |        |
| 제2회  |        | %              | %            |        |
| 제3회  |        | %              | %            |        |
| 제4회  |        | %              | %            |        |
| 제5회  |        | %              | %            |        |
| 제6회  |        | %              | %            |        |
| 제7회  |        | %              | %            |        |
| 제8회  |        | %              | %            |        |
| 제9회  |        | %              | %            |        |
| 제10회 |        | %              | %            |        |
| 제11회 |        | %              | %            |        |
| 제12회 |        | %              | %            |        |
| 제13회 |        | %              | %            |        |
| 제14회 |        |                |              |        |
| 제15회 |        |                |              |        |
| 제16회 |        |                |              |        |